# Jari Gomes
Jari Gomes (Corumbá, 26 de novembro de 1913 - Niterói, 7 de abril de 1996) foi um médico, escritor e político mato-grossense, tendo ocupado os cargos de deputado estadual e de governador do Mato Grosso. Assumiu o cargo de governador após renúncia de Arnaldo Figueiredo quando ocupava a presidência da Assembleia Legislativa, ocupou seu lugar o deputado Valdir Santos Pereira. O seu mandato como governador fazia parte do acordo entre a UDN e o PSD para promover a eleição indireta ao governo, em que foi eleito Fernando Correia da Costa. Foi membro da Academia Mato-Grossense de Letras.